# Пуаврад
Пуаврад (фр. poivrade, также перечный соус) — французский перечный соус, который сервируют к красному (говядине) и белому (свинине) мясу, птице (утке, курице, индейке) и дичи.

## Приготовление
Пуаврад готовится из вареной суповой зелени, загущенной мукой, смоченной вином и уксусом, а затем обильно приправленной черным перцем.
Более традиционный рецепт французской высокой кухни, введенный Огюстом Эскофье, использует соус эспаньоль, один из четырех основных соусов французской кухни, в качестве загустителя.